# Élections régionales italiennes de 1995

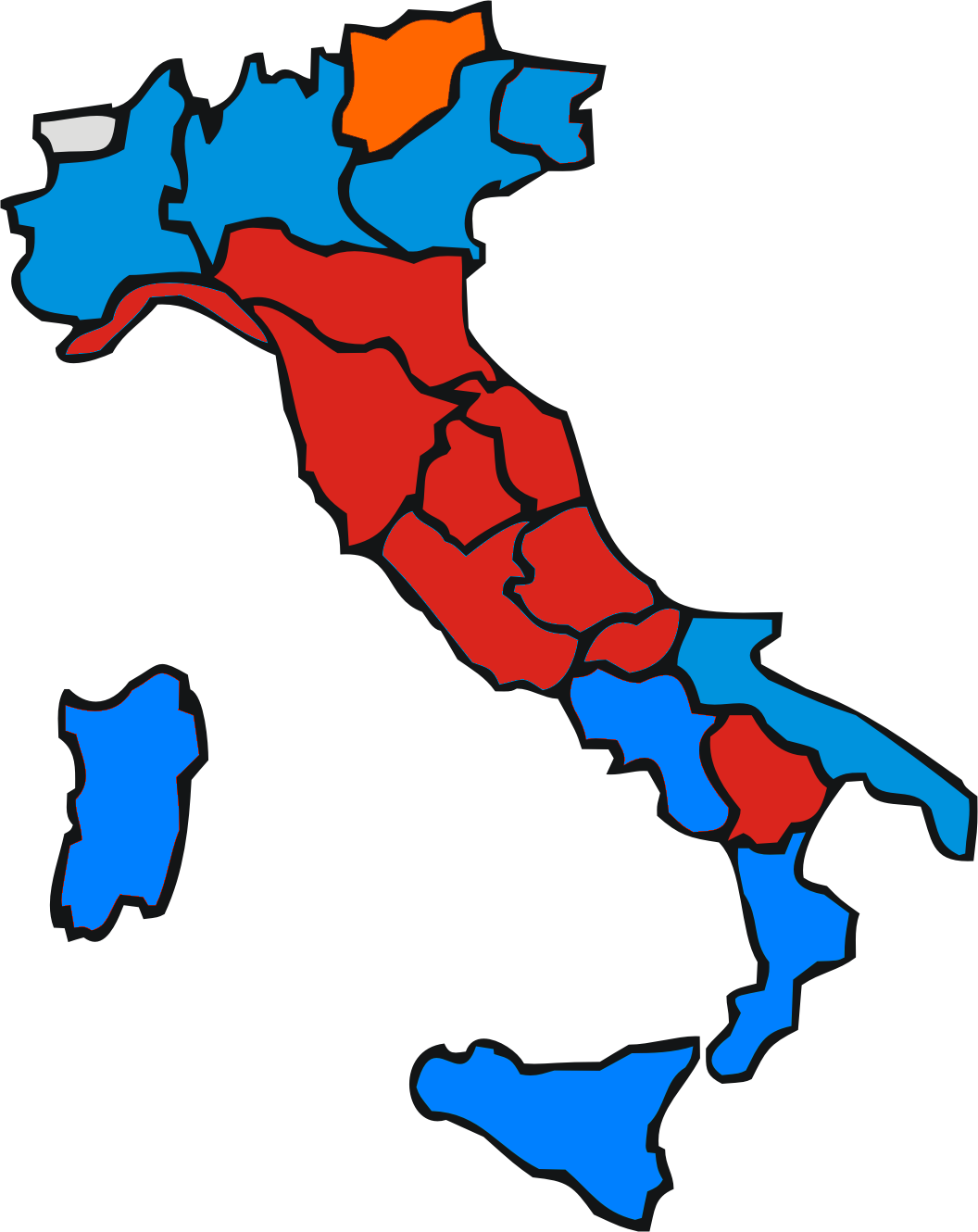
Carte des résultats des élections régionales italiennes de 1995.

Les élections régionales italiennes de 1995 se sont déroulées entre 23 avril 1995 et ont permis le renouvellement des conseils régionaux et de leurs présidents dans 15 régions.

## Contexte
Ces élections régionales sont les premières depuis l'Opération Mains propres, et de tous les changements politiques qui se sont produits, confirmés par les élections nationales de l'année précédente.
Aussi, comme pour les élections nationales, le mode de scrutin précédent à la proportionnelle est abandonné au profit de la nouvelle Loi Tatarella. Celle-ci atteste que le président régional est élu directement par la population, et que les listes doivent se coaliser derrière un de ces candidats. Cela marque la naissance des coalitions de gauche et de droite qui rythmeront la vie politique italienne des années suivantes, avec L'Olivier, à gauche, menée par le Parti démocrate de la gauche, et le Pôle pour les libertés, à droite, menée par Forza Italia.

## Résultats

### Liste des présidents élus
| Région         | Président sortant        | Parti | Parti | Président élu           | Parti | Parti | Coal. | Coal. |
| -------------- | ------------------------ | ----- | ----- | ----------------------- | ----- | ----- | ----- | ----- |
| Piémont        | Gian Paolo Brizio        |       | PPI   | Enzo Ghigo              |       | FI    |       | PpL   |
| Lombardie      | Paolo Arrigoni           |       | LN    | Roberto Formigoni       |       | CDU   |       | PpL   |
| Vénétie        | Aldo Bottin              |       | PPI   | Giancarlo Galan         |       | FI    |       | PpL   |
| Ligurie        | Giancarlo Mori           |       | PPI   | Giancarlo Mori          |       | PPI   |       | Ulivo |
| Émilie-Romagne | Pier Luigi Bersani       |       | PDS   | Pier Luigi Bersani      |       | PDS   |       | Ulivo |
| Toscane        | Vannino Chiti            |       | PDS   | Vannino Chiti           |       | PDS   |       | Ulivo |
| Ombrie         | Claudio Carnieri         |       | PDS   | Bruno Bracalente        |       | PDS   |       | Ulivo |
| Marches        | Gaetano Recchi           |       | PSI   | Vito D'Ambrosio         |       | PDS   |       | Ulivo |
| Latium         | Arturo Osio              |       | FdV   | Piero Badaloni          |       | Ind.  |       | Ulivo |
| Abruzzes       | Vincenzo Del Colle       |       | PPI   | Antonio Falconio        |       | PPI   |       | Ulivo |
| Molise         | Giovanni Di Giandomenico |       | PPI   | Marcello Veneziale      |       | PDS   |       | Ulivo |
| Campanie       | Giovanni Grasso          |       | PPI   | Antonio Rastrelli       |       | AN    |       | PpL   |
| Pouilles       | Giuseppe Martellotta     |       | PPI   | Salvatore Distaso       |       | FI    |       | PpL   |
| Basilicate     | Antonio Boccia           |       | PPI   | Angelo Raffaele Dinardo |       | PPI   |       | Ulivo |
| Calabre        | Donato Veraldi           |       | PPI   | Giuseppe Nisticò        |       | FI    |       | PpL   |

### Résumé par partis
| Parti | Parti           | %     | +/-   | Sièges | Sièges | Sièges | Sièges | Sièges | Sièges | Sièges | Sièges | Sièges | Sièges | Sièges | Sièges | Sièges | Sièges | Sièges | Sièges | Sièges        | Coalition | Coalition |
| Parti | Parti           | %     | +/-   | Pi     | Lo     | V      | Li     | É-R    | Tos    | O      | Ma     | La     | A      | Mo     | Cam    | Po     | B      | Cal    | T      | +/-           | Coalition | Coalition |
| ----- | --------------- | ----- | ----- | ------ | ------ | ------ | ------ | ------ | ------ | ------ | ------ | ------ | ------ | ------ | ------ | ------ | ------ | ------ | ------ | ------------- | --------- | --------- |
|       | PDS             | 24,58 | 0,59  | 11     | 11     | 9      | 14     | 20     | 19     | 10     | 12     | 14     | 9      | 5      | 10     | 12     | 6      |        | 162    | 20            |           | Ulivo     |
|       | FI              | 22,32 | Nv.   | 14     | 28     | 15     | 9      | 7      | 7      | 7      | 6      | 9      | 7      | 5      | 10     | 11     | 5      | 8      | 148    | 148           |           | PpL       |
|       | AN              | 14,46 | 10,55 | 6      | 8      | 6      | 4      | 4      | 5      | 5      | 5      | 12     | 6      | 4      | 9      | 12     | 4      | 6      | 96     | 71            |           | PpL       |
|       | PRC             | 8,38  | Nv.   | 4      | 5      | 2      | 2      | 3      | 4      | 3      | 3      | 4      | 3      | 2      | 4      | 4      | 2      | 3      | 48     | 48            |           | N/A       |
|       | LN              | 6,41  | 1,02  | 5      | 12     | 9      | 2      | 1      | —      |        | —      |        |        |        |        |        |        |        | 29     | 5             |           | Aucune    |
|       | PPI             | 6,09  | 27,28 | 3      | 4      | 5      | 3      | 2      |        | 1      | 2      |        | 2      | 3      | 4      | 4      | 4      | 3      | 40     | 232           |           | Ulivo     |
|       | CCD             | 4,19  | Nv.   | 1      | 2      | 3      | 1      | 1      | 1      | —      | 1      | 2      | 2      | 2      | 5      | 3      | 1      | 3      | 28     | 28            |           | PpL       |
|       | PdD             | 3,46  | Nv.   | 2      | 2      | 2      | 1      | 1      |        | 1      | 1      |        | 2      | 2      | 3      | 3      | 1      | 2      | 23     | 23            |           | Ulivo     |
|       | FdV             | 2,97  | 2,00  | 1      | 2      | 2      | 1      | 1      | 1      | —      | 1      | 2      | 1      | —      | 1      | 1      | 1      |        | 15     | 13            |           | Ulivo     |
|       | LP              | 1,36  | 0,30  | —      | —      | —      | —      | —      | —      | —      | —      | —      | —      |        | —      | —      | —      | —      | 0      | 6             |           | Aucune    |
|       | PPI-PdD-FdL     | 1,15  | Nv.   |        |        |        |        |        | 2      |        |        | 3      |        |        |        |        |        |        | 5      | 5             |           | Ulivo     |
|       | PDS-FdV-FL      | 0,78  | Nv.   |        |        |        |        |        |        |        |        |        |        |        |        |        |        | 8      | 8      | 8             |           | Ulivo     |
|       | PRI             | 0,49  | 3,09  |        |        |        |        |        | —      |        | 1      | 1      |        |        | 1      |        |        | 1      | 4      | 17            |           | Ulivo     |
|       | PP              | 0,46  | 0,29  | 1      | —      |        | —      |        |        |        |        |        |        |        |        |        |        |        | 1      | 2             |           | Aucune    |
|       | MSFT            | 0,41  | Nv.   |        |        |        |        |        |        |        | —      | —      | —      |        | —      | —      | —      | —      | 0      | en stagnation |           | Aucune    |
|       | FL              | 0,36  | Nv.   |        | —      |        | —      |        | 1      | —      | —      |        |        |        |        |        | 2      |        | 3      | 3             |           | Ulivo     |
|       | FL-PSDI-PRI     | 0,16  | Nv.   |        |        |        |        |        |        |        |        |        |        |        |        | 1      |        |        | 1      | 1             |           | Ulivo     |
|       | PSDI-FL         | 0,12  | 2,68  |        |        |        |        |        |        |        |        | 1      |        |        |        |        |        |        | 1      | 20            |           | Ulivo     |
|       | PPP             | 0,02  | Nv.   |        |        |        |        |        |        |        |        |        |        | 1      |        |        |        |        | 1      | 1             |           | PpL       |
|       | Listes civiques | 1,13  | -     | —      | —      | —      | —      |        |        |        |        | —      |        |        | 1      | —      | 1      |        | 2      | -             |           | N/A       |
|       | Autres          | 0,53  | -     |        |        |        |        |        |        |        |        |        |        |        |        |        |        |        | 0      | -             |           |           |
|       |                 |       |       |        |        |        |        |        |        |        |        |        |        |        |        |        |        |        |        |               |           |           |
| Total | Total           | 100   | -     | 48     | 74     | 53     | 37     | 40     | 40     | 27     | 32     | 48     | 32     | 24     | 48     | 51     | 27     | 34     | 615    | 105           |           |           |

### Résumé par coalitions
| Parti | Parti  | %     | Sièges | Sièges | Sièges | Sièges | Sièges | Sièges | Sièges | Sièges | Sièges | Sièges | Sièges | Sièges | Sièges | Sièges | Sièges | Sièges | Sièges |  |
| Parti | Parti  | %     | Pi     | Lo     | V      | Li     | É-R    | Tos    | O      | Ma     | La     | A      | Mo     | Cam    | Po     | B      | Cal    | T      |        |  |
| ----- | ------ | ----- | ------ | ------ | ------ | ------ | ------ | ------ | ------ | ------ | ------ | ------ | ------ | ------ | ------ | ------ | ------ | ------ | ------ |  |
|       | Ulivo  | 43,28 | 18     | 19     | 18     | 19     | 24     | 23     | 15     | 18     | 25     | 17     | 12     | 20     | 25     | 15     | 13     | 281    |        |  |
|       | PpL    | 41,11 | 21     | 38     | 24     | 14     | 12     | 13     | 12     | 12     | 23     | 15     | 12     | 24     | 26     | 10     | 17     | 273    |        |  |
|       | LN     | 6,35  | 5      | 12     | 9      | 2      | 1      |        |        | —      |        |        |        |        |        |        |        | 29     |        |  |
|       | PRC    | 5,01  | 4      | 5      | 2      | 2      | 3      | 4      |        |        |        |        |        |        |        | 2      | 3      | 25     |        |  |
|       | LP     | 1,54  | —      | —      | —      | —      | —      | —      | —      | —      | —      | —      |        | —      | —      | —      | —      | 0      |        |  |
|       | PPI    | 1,03  |        |        |        |        |        |        |        | 2      |        |        |        | 4      |        |        |        | 6      |        |  |
|       | MSFT   | 0,37  |        |        |        |        |        |        |        | —      | —      | —      |        | —      | —      | —      | —      | 0      |        |  |
|       | PP     | 0,33  |        | —      |        | —      |        |        |        |        |        |        |        |        |        |        |        | 0      |        |  |
|       | LAV    | 0,28  |        |        | —      |        |        |        |        |        |        |        |        |        |        |        |        | 0      |        |  |
|       | LAM    | 0,15  |        |        |        |        |        |        |        |        |        |        |        |        | —      |        |        | 0      |        |  |
|       | VV     | 0,12  | —      |        |        |        |        |        |        |        |        |        |        |        |        |        |        | 0      |        |  |
|       | PRI    | 0,13  |        |        |        |        |        |        |        |        |        |        |        |        |        |        | 1      | 1      |        |  |
|       | Autres | 0,31  |        |        |        |        |        |        |        |        |        |        |        |        |        |        |        | 0      |        |  |
|       |        |       |        |        |        |        |        |        |        |        |        |        |        |        |        |        |        |        |        |  |
| Total | Total  | 100   | 48     | 74     | 53     | 37     | 40     | 40     | 27     | 32     | 48     | 32     | 24     | 48     | 51     | 27     | 34     | 615    |        |  |